# Рязанський табір НКВС № 178-454
Табір НКВС № 178-454 Рязань-Дягілево (пол. Obóz riazański nr 178-454) — радянський спецтабір у підпорядкуванні Наркомату внутрішніх справ СРСР для інтернованих вояків Армії Крайової (АК), найчисельніший серед радянських таборів для польських антифашистів. Утворений під час німецько-радянської війни біля села Дягілево за кілька км від Рязані. На момент прибуття туди першої партії відігравав роль фільтраційного табору для добровольців дивізії ім. Косцюшка. 

## Історія
Спецтабір організовано 2 січня 1942 р. за наказом НКВС № 001735 від 28.12.1941 з метою «виявлення серед спецконтингенту — колишніх військовослужбовців Червоної армії, зрадників батьківщини, які перебували в полоні і оточенні противника, шпигунів, диверсантів; осіб, підозрюваних у зрадницькій діяльності; цивільних осіб призовного віку, які проживали на окупованих територіях». Трохи згодом табору було присвоєно номер 178. На березень 1942 р. у ньому утримувалося 429 душ. Через ув'язнення і «фільтрацію» у цьому рязанському таборі з 1942 по 1944 р. пройшли сотні радянських військовослужбовців, які раніше потрапили в полон або оточення. До квітня 1944 р. табір мав два «табвідділення» (або «табпункти»): при управлінні спецтабору в селищі Каніщевські Виселки та в селищі Дягілево. У травні 1944 р. було відкрито третє — при заводі «Рязсільмаш» у Рязані. Пізніше додалося відділення при будівництві рязанського заводу розточувальних верстатів та ін. (в окремі роки кількість відділень доходила до півтора десятка). З кількох відділень рязанського 178-го табору було створено окремий табір «для військовополонених та інтернованих» під № 454. Потім він розпускався, повертаючись у загальну структуру табору № 178 (тому в низці документів і мемуарів рязанський табір НКВС значиться під подвійним номером 178-454). У 1944—1947 рр. у відділеннях цього рязанського табору утримувалося кілька тисяч поляків із числа учасників антигітлерівського опору, інтернованих НКВС під час радянізації польських територій (за даними на 2019 р., не менш ніж 2674 в'язнів).
Перші групи бійців АК перебували там із 27 серпня 1944. Тоді в таборі налічувалося 450-500 бранців. Ще раніше, 27 липня 1944 р., туди привезли з Любліна групу польських колаборантів часів німецької окупації кількістю близько 300 осіб (т. зв. «люблінську групу»). У вересні того самого року туди ж доправили т. зв. «віленську групу», пізніше прибули ешелони з Берестя і Львова. До середини квітня 1945 р. вони утримувалися в «молодшому» таборі, після чого внаслідок протестного голодування в березні 1945 р. ув'язнених поляків було переведено у «старший» табір за 5-6 км від Рязані, у якому перебувало від 1500 до 2000, а за деякими відомостями, і до 3000 осіб.
У дягілевських таборах тримали здебільшого солдатів АК, в тому числі і жінок. Проте траплялися і цивільні, вояки Польської народної армії з центральної Волині та офіцери дивізії ім. Косцюшка. 
Поляки в Дягілево сиділи без вироків. Формально їх вважали інтернованими (колишні ув'язнені твердять, що таке визначення відносно них почало застосовуватися лише після закінчення війни — у травні 1945 р.). Переміщення по табору було вільним, офіцерів не змушували до праці. Дозволялося організовувати концерти, шахові турніри. Існував табірний театр «Наша будка» (природно, з цензурою). Серед в'язнів було кілька ксьондзів, яким дозволялося проведення богослужінь. А ось листування було суворо заборонено. До найбільш заборонених предметів зараховували папір — під час обшуків відбирали найдрібніші клаптики. Більшість сімей майже три роки не мала звісток від своїх близьких.
Залякані вироком, засланням, допитами, смертями кілька десятків ув'язнених почали демонструвати свої ліві погляди. Хотіли переконати коменданта і НКВС у своєму «виправленні». Створили «клуб демократів», мали власний театрик «Іскра» та газетку «Робітник». Попри це радянська влада не включала їх у списки на звільнення. Крім того, як і всюди, були серед польських бранців і запроданці та донощики.
1946 року за наказом МВС № 002279 у таборі було організовано локальну зону для ув'язнення репатріантів (і членів їхніх сімей) із числа колишніх підданих Російської імперії та СРСР.
У березні 1947 р. Юзеф Циранкевич і Генеральний прокурор СРСР А. Вишинський обмінялися листами з питання звільнення «поляків, інтернованих при очищенні тилів під час війни». Однак дорога додому пролягла для них через інші радянські табори, в яких солдатів АК могли тримати по кілька місяців. Після протестного голодування 3000 ув'язнених у таборі поляків, що відбулося 29 червня 1947, польських бранців порозвозили звідти по інших таборах: у Боровичі, Череповець, Устишори, Мочилища. На шляху до батьківщини був ще тимчасовий табір у Бересті, і навіть звідти декого завертали вглиб Росії.